# Emeka Eze
Emeka Christian Eze (ur. 22 grudnia 1992) – piłkarz nigeryjski grający na pozycji pomocnik. Od 2017 roku jest zawodnikiem klubu El-Entag El-Harby SC. Dwukrotny reprezentant Nigerii, powołany na Puchar Konfederacji 2013.